# Świętożyzna
Świętożyzna (ur. ? – zm. zap. między 873/877) – czeska księżniczka, żona Świętopełka I władcy Państwa wielkomorawskiego.
Świętożyna występuje obok Świętopełka w Ewangeliarzu z Cividale i w Liber confraterniatatum vetustior S. Petri. Identyfikowana z czeską księżniczką, która w 871 lub 872 roku poślubiła Świętopełka I. Prawdopodobnie matka domniemanego pierwszego syna Przedsława/Przyniosława (znanego z legend o trzech synach Świętopełka I) oraz Mojmira II.

## Zob. też
- Świętożyźń – imię żeńskie